# 貝亞維斯塔 (圖庫曼省)
27°2′S 65°18′W / 27.033°S 65.300°W
貝亞維斯塔（西班牙語：Bella Vista），是阿根廷的城市，位於該國西北部圖庫曼省，是萊阿萊斯縣的首府，處於聖米格爾-德圖庫曼以南25公里，海拔高度342米，2010年人口14,791。